# The Valley (stadio)
The Valley è uno stadio calcistico inglese situato nel quartiere londinese di Charlton, sede delle partite casalinghe del Charlton Athletic Football Club.
L'impianto, inaugurato nel 1920 e ristrutturato nel 1985, ha una capienza di 27.110 posti a sedere.